# Wat Tyler
Wat Tyler (tên đầy dủ là Walter Tyler) (ngày sinh không rõ, mất ngày 15 tháng 6 năm 1381) là một nhà lãnh đạo cuộc nổi dậy của người nông dân năm 1381 ở Anh. Ông đã diễu hành một nhóm phiến quân từ Canterbury đến thủ đô để phản đối việc tổ chức thuế đánh giá và yêu cầu cải cách kinh tế và xã hội. Trong khi cuộc nổi loạn ngắn ngủi được hưởng những thành công ban đầu, Tyler bị các sĩ quan trung thành với Vua Richard II giết hại trong cuộc thương thảo tại Smithfield, Luân Đôn.

## Tuổi thơ
Không biết nhiều về tuổi thơ của Wat Tyler. Sinh ra với tên Walter, tên họ ban đầu của anh ta đã không được biết, mặc dù "Hugh" và "Helier" đã được gợi ý. Người ta cho rằng cái tên "Tyler" xuất phát từ nghề nghiệp của ông ta như một người lợp mái. Trước Cuộc nổi dậy của nông dân, ông sống ở Kent, và đã được đại diện khác nhau đến từ Dartford, Deptford, và Maidstone, tất cả đều nằm trong biên giới đó.

## Cuộc nổi dậy của nông dân
Cuộc nổi dậy của nông dân bắt đầu vào tháng 5 năm 1381, được gây ra bởi một khoản thuế gần đây bắt đầu áp đặt là 12 pence từ mỗi người lớn, dù là nông dân hay giàu có. Cuộc nổi dậy không chỉ vì tiền. Nông dân cũng tìm kiếm sự tự do và sự cải cách xã hội khác. Họ yêu cầu mỗi người lao động được phép làm việc cho người sử dụng lao động theo sự lựa chọn của mình và tìm cách chấm dứt chế độ cai trị xã hội cứng rắn và cứng rắn. Có những cuộc nổi dậy ở Anh, với nhiều bất ổn tập trung ở Essex và Kent. Cuộc nổi dậy này đại diện cho một phần quan trọng của xã hội Anh ở những khu vực này, bao gồm cả các cơ sở tôn giáo cao quý và giàu có. Nhiều người đã được truyền cảm hứng từ lời dạy của John Ball, một linh mục gốc rao giảng rằng tất cả mọi người nên được đối xử công bằng như con cháu của Adam và Eva.
Làm thế nào Wat Tyler đã trở nên tham gia vào cuộc nổi dậy này là không rõ, mặc dù một nguồn gốc thế kỷ mười sáu sau đó cho thấy một người đàn ông có cùng tên, John Tyler, là người khởi xướng. Tài khoản này cho thấy rằng một nhà sưu tập thu thuế đã từng tấn công không thường xuyên con gái của John Tyler. Trong trả thù, ông ta đã giết những kẻ lừa dối và gây ra cuộc nổi dậy. Dù là cơ sở của câu chuyện đó, vào tháng 6 năm 1381, khi các nhóm nổi dậy từ khắp đất nước bắt đầu một cuộc tấn công phối hợp vào Luân Đôn, Wat Tyler đã nổi lên như một lãnh tụ của lực lượng Kentish.
Vào ngày 13 tháng 6, quân nổi dậy tiến đến thủ đô và băng qua Cầu Luân Đôn. Một lần trong thành phố, họ đã tấn công các mục tiêu dân sự, phá hủy hồ sơ pháp lý, mở các nhà tù, sa thải nhà cửa và giết chết các cá nhân mà họ nghĩ là có liên quan đến chính quyền hoàng gia. Đáp lại, nhà vua, Richard II (14 tuổi), đã gặp Phe nổi dậy vào ngày 14 tháng 6 năm 1381 và đồng ý thực hiện nhiều nhượng bộ và ân xá hoàn toàn cho tất cả những người liên quan đến cuộc nổi dậy. Trong khi một số phiến quân đã được hài lòng bởi các lời hứa của nhà vua và tan rã, nhưng Tyler và những người theo ông của ông thì không.

## Cái chết
Vào ngày 15 tháng 6 năm 1381, Tyler và các lực lượng Kentish của ông đã gặp mặt với Vua Richard tại Smithfield, bên ngoài Luân Đôn. Ở đó, Tyler đã nói chuyện riêng với nhà vua và đưa ra các yêu cầu của mình. Lúc đầu, cuộc họp dường như đã diễn ra tốt đẹp,Tyler đối xử với nhà vua một cách thân thiện, như rất là quen thuộc, và Richard đồng ý với những người nổi dậy "... nên làm tất cả những gì anh ta yêu cầu để có thể công bằng".Tuy nhiên, căng thẳng nhanh chóng tăng lên. Theo một nhà biên niên hiện đại, Tyler đã hành động khinh miệt, kêu gọi một ít nước để rửa miệng "vì sức nóng to lớn của ông ta" và khi ông nhận được nước 'ông đã rửa miệng một cách thô lỗ và kinh tởm trước Mặt vua '. Sir John Newton (một đầy tớ của nhà vua) đã xúc phạm Tyler bằng cách gọi ông ta là "tên trộm và cướp biển vĩ đại nhất ở Kent". Tyler tấn công Newton, nhưng bị bắt giữ và bị bắt bởi Thị trưởng Luân Đôn William Walworth. Tyler sau đó đã cố gắng để đâm thị trưởng, người đã được cứu bởi áo giáp của mình. Walworth đã hạ gục kẻ tấn công của hắn qua cổ, đầu gươm của hắn, và một người hầu khác của nhà vua, có thể là John Cavendish, đâm Tyler một lần nữa, làm hắn bị thương nặng. Tyler đã cưỡi  ngựa được 30 yard trước khi rơi khỏi ngựa. Trong vụ rối loạn sau đó, ông bị đưa đến bệnh viện cho người nghèo, nhưng bị thị trấn tìm kiếm, đưa về Smithfield, và bị câm đầu công khai. Đầu của Tyler được đặt trên đỉnh một cực và đi qua thành phố, sau đó được hiển thị trên Cầu Luân Đôn.Sau cái chết của nhà lãnh đạo, những người theo ông bị đuổi khỏi Luân Đôn và phong trào tan rã. Sau đó, Richard II thu hồi tất cả các nhượng bộ ông đã thực hiện cho các phiến quân, và nhiều người đã bị bắt và tử hình. Điều này đã chấm dứt cuộc nổi dậy.

## Trong văn hóa
Một số tác phẩm trong thời trung cổ thời hậu đã có đặc trưng của Wat Tyler làm nhân vật chính. Tyler là nhân vật chính của vở kịch Wat Tyler và Jack Straw, hoặc, The Mob Reformers (1730) lần đầu tiên trình diễn tại Hội chợ Thánh Bartholomew năm 1730. Wat Tyler được đại diện trong Wat Tyler của Robert Southey, một bài thơ kịch, được viết Năm 1794 nhưng không được xuất bản cho đến năm 1813. Cuốn tiểu thuyết đầu tiên kể về Wat Tyler là cuốn The Bondman của bà O'Neill: Câu chuyện về những ngày của Wat Tyler (1833). Ông là nhân vật chính trong cuốn tiểu thuyết Wat Tyler của Pierce Egan, hay Cuộc nổi dậy của năm 1381 (1841), một văn bản cực đoan xuất bản vào giai đoạn thứ hai của phong trào Chartist, lập luận cho chính quyền cộng hòa ở Anh.Cuốn tiểu thuyết của Egan sau đó được rút gọn và ăn cắp và xuất bản dưới dạng Cuộc đời và Cuộc phiêu lưu của Wat Tyler: Người Tốt và Người dũng cảm(1851). Wat Tyler là nhân vật chính của cuốn tiểu thuyết nối tiếp đáng sợ penny xấu xí Wat Tyler; Hay, Vua và Học viên đã xuất hiện trong các phần hàng tuần trong Tạp chí The Young Englishman's Journal năm 1867 và xuất hiện như một nhân vật chính trong phim Merry England của William Harrison Ainsworth; Hay, Nobles và Serfs (1874). Wat Tyler cũng được đề cập trong cuốn Redburn của Herman Melville Và ở A Connecticut Yankee trong Tòa án của Vua Arthur bởi Mark Twain. John Gower bình luận về anh ta trong Vox Clamantis:: I: IX "Giọng nói của jay là hoang dã và anh ấy chỉ học được nghệ thuật nói chuyện từ các lớp học mà nhà thơ Latinh được xác định."Wat Tyler là nhân vật chính trong tiểu thuyết lịch sử, Now is the Time (2015) của Melvyn Bragg.
Ca sĩ kiêm nhạc sĩ người Anh Frank Turner tham khảo các cuộc đàm phán của Wat Tyler tại Smithfield trong "Sons of Liberty" từ album Poetry of the Deed năm 2009 và một lần nữa đề cập đến Tyler theo tên trong "One Foot Before the Other" từ album England Keep My Bones năm 2011.
Nhóm nhạc folk-rock của Anh Fairport Convention đã viết một bài hát có tên là 'Wat Tyler' xuất hiện trong album Gladys Leap của họ.
Trong một tập của loạt phim hài Blackadder II, Lord Blackadder so sánh người hầu Baldrick với Wat Tyler khi anh ấy yêu cầu nghỉ trưa.
Trong mùa giải ra mắt năm thứ năm của Tu viện Downton, ông Carson cáo buộc James là người đi làm Wat Tyler vì tuyên bố rằng ông là một người đi bộ và do đó không thể để tâm đến môi trường xung quanh.